# Choniomyzon libiniae
Choniomyzon libiniae is een eenoogkreeftjessoort uit de familie van de Nicothoidae. De wetenschappelijke naam van de soort is voor het eerst geldig gepubliceerd in 2004 door Santos & Björnberg.